# Physikalisch-Technisches Institut
Das Physikalisch-Technische Institut (PTI)  in Jena war ein Forschungs- und Entwicklungsinstitut  von 1982 bis 1992. Es gehörte zur Akademie der Wissenschaften der DDR.

## Vorgeschichte und Gründung
Im Jahr 1951 wurde der Aufbau des Forschungsinstitut für magnetische Werkstoffe durch Martin Kersten initiiert, damals Direktor des Physikalischen Institutes der Friedrich-Schiller-Universität Jena. Das Institut wurde 1954 in die Deutsche Akademie der Wissenschaften zu Berlin eingegliedert. 1956 wurde die Leitung an Max Steenbeck übertragen. Im Jahr 1959 wurde das Institut für Magnetohydrodynamik unter der Leitung von Max Steenbeck abgespaltet. Eine weitere Institutsgründung in Jena im Jahr 1961 war die Forschungsstelle für Messtechnik und Automatisierung.
Im Zusammenhang mit der Umwandlung der Deutschen Akademie der Wissenschaften zu Berlin in die Akademie der Wissenschaften der DDR im Jahr 1972 wurden die drei Jenaer Institute den folgenden neu geschaffenen Instituten zugeordnet:
- Das Forschungsinstitut für magnetische Werkstoffe dem Zentralinstitut für Festkörperphysik und Werkstoffforschung in Dresden
- Das Institut für Magnetohydrodynamik dem Zentralinstitut für Elektronenphysik in Berlin
- Die Forschungsstelle für Messtechnik und Automatisierung dem Zentralinstitut für Optik und Spektroskopie in Berlin

Diese drei Jenaer Einrichtungen wurden im Jahre 1982 zu einem eigenständigen Jenaer Institut, dem Physikalisch-Technischen Institut, zusammengefasst. Maßgeblichen Anteil hatte Günther Albrecht, der von der Friedrich-Schiller-Universität Jena zur Akademie der Wissenschaften der DDR nach Berlin berufen wurde.
Innerhalb der Akademie gehörte das PTI zum Akademie-Forschungsbereich Physik, Kern- und Werkstoffwissenschaften. Sein Forschungsschwerpunkt lag bei Gründung in ausgewählten Gebieten der Festkörper- und Plasmaphysik, der Schichttechnologie und der Sonderbauelemente für Mikroelektronik.

## Forschungsschwerpunkte

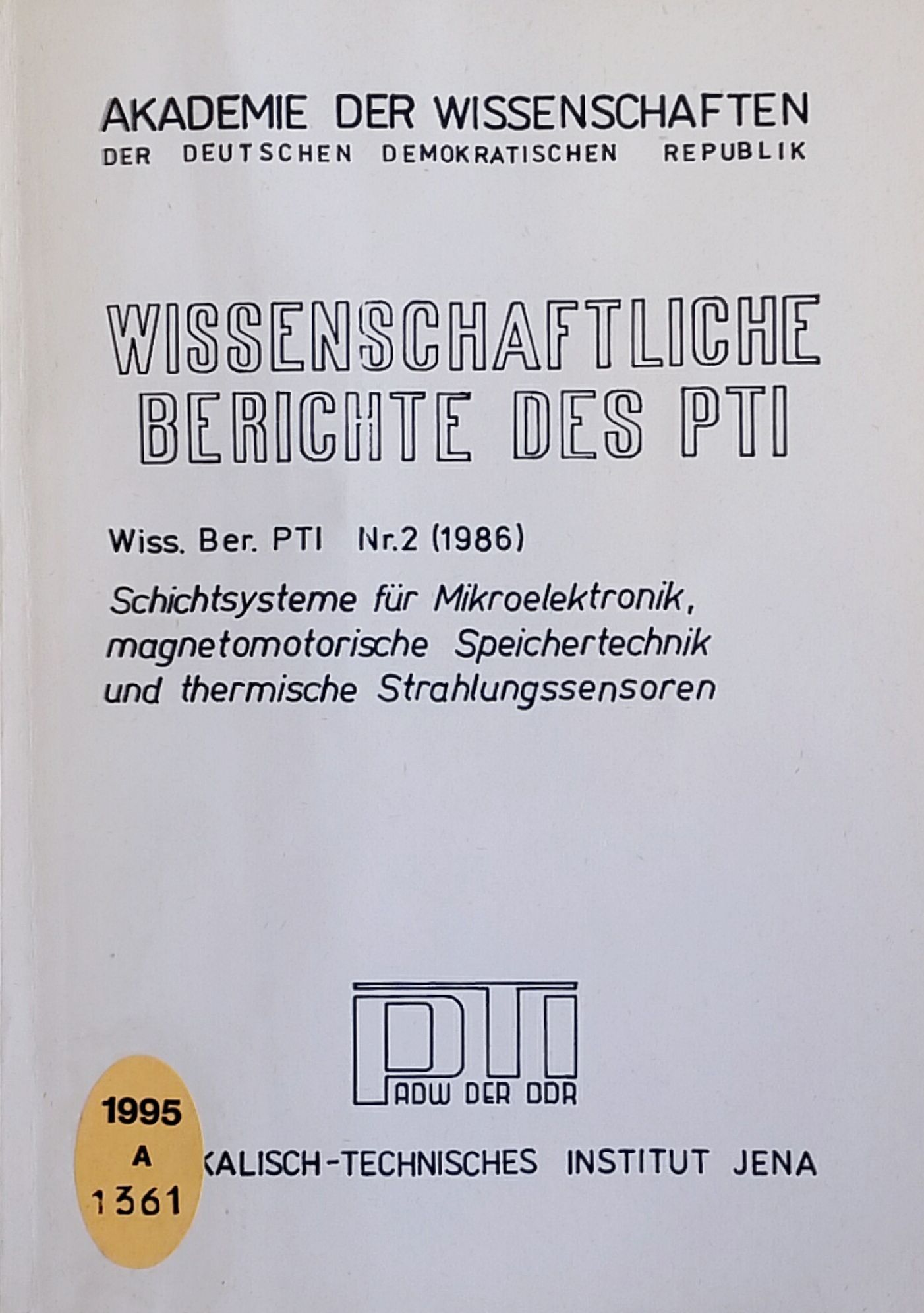
Wissenschaftliche Berichte des PTI

Die Arbeitsrichtungen des seinerzeit neu geschaffenen Physikalisch-Technischen Instituts wurden folgendermaßen formuliert:
- Herstellung und Strukturierung metallischer und isolierender Schichten und Schichtsysteme sowie optischer Schichten und Schichtsysteme unter Nutzung weitgehend einheitlicher Verfahren zur Schichtabscheidung, Schichtmikrostrurierung und deren Charakterisierung
- Entwicklung und Anwendung von Gaslasern, insbesondere von Edelgas-Ionenlasern und Metalldampflasern
- Beiträge für neue Bauelemente auf der Basis dünner Schichten, speziell auf dem Gebiet der Sensorik für einen vielseitigen Einsatz.

Im Jahr 1983 kam das Gebiet Fasersensorik dazu und im Jahr 1986 das Gebiet Optische Wellenleiter.
Von der anwendungsorientierten, industrienahen Forschung und Entwicklung profitierten hauptsächlich regionale Betriebe wie Carl Zeiss Jena, Jenaer Glaswerk, Keramische Werke Hermsdorf, VEB Elektronik Gera.

## Auflösung
In Folge der Einführung der D-Mark in der DDR im Juli 1990 stornierten alle bisherigen DDR-Industriepartner ihre Verträge.
Im Januar 1991 wurde das PTI evaluiert. Die Arbeitsgruppe „Physik“ des Wissenschaftsrates tagte unter Leitung von Helmut Gabriel im PTI.
Im Rahmen der Anpassung der Hochschulen und Forschungseinrichtungen der ehemaligen DDR an die existierenden Strukturen der Bundesrepublik hatte der Wissenschaftsrat 1991 festgestellt: „das PTI hat die vom ihm aufgegriffenen Forschungsthemen mit bemerkenswertem Erfolg bearbeitet“.

## Nachfolgeinstitute
Ein Großteil der Forschungen des PTI wurde ab 1. Januar 1992 in dem neu gegründeten Thüringer Landesinstitut Institut für Physikalische Hochtechnologie (IPHT) weitergeführt. Im Jahr 2013 wurde es als Leibniz-Institut für Photonische Technologien (IPHT) in die Leibniz-Gemeinschaft aufgenommen. Themen und Personal der  Bereiche Optik und Systemtechnik wurden 1992 innerhalb der Fraunhofer-Gesellschaft als Fraunhofer-Institut für Angewandte Optik und Feinmechanik (Fraunhofer IOF) weitergeführt.